# Romilda Pantaleoni
Romilda Pantaleoni (Udine, Itàlia, 29 d'agost de 1847 - Milà, 20 d'abril de 1917) pertanyent a la nissaga de músics Pantaleoni, va ser una soprano italiana amb una prolífica carrera operística en els anys 70 i 80 del segle xix. Va abastar un ampli repertori que incloïa el belcanto, la grand opéra italiana i francesa, les òperes veristes i les òperes alemanyes de Wagner. Està particularment associada amb els papers de Margherita a Mefistofele i la protagonista de La Gioconda. També se la recorda per ser la primera Desdemona a Otello (1887) i la primera Tigrana a Edgar (1889), ambdues a la Scala de Milà.
El seu pare, Luigi Pantaleoni, era compositor, i la seva mare, Amalia Marignani, era contralt. El seu germà, Adriano, també va ser cantant d'òpera. Romilda Pantaleoni va estudiar a Milà, amb Francesco Lamperti, abans de debutar al Teatro Carcano de la capital llombarda el 1868, a Margherita, de Jacopo Foroni. En els 15 anys següents es va presentar en teatres per tot Itàlia, amb diversos papers d'òpera italiana i francesa, i, fins i tot, amb l'Elsa de Lohengrin. El 1874 va cantar el paper d'Isabella en l'estrena de Salvator Rosa, de Carlos Gomes a Gènova, i, l'any següent, la Margherita de Mefistofele al Teatro Regio de Torí. Aquesta última representació va tenir una gran repercussió, i es considera el punt de partida de la recuperació de la popularitat de l'òpera d'Arrigo Boito, que s'havia estrenat el 1868 amb molt menys èxit. La temporada 1876-1877 va cantar quatre mesos al Gran Teatre del Liceu de Barcelona. El 1879 va aparèixer al Teatro Real de Madrid i el 1884 a la Hofoper de Viena.
Pantaleoni es va integrar en la companyia de la Scala el 1883, debutant amb La Gioconda. En els vuit anys següents va interpretar nombroses òperes al teatre milanès, incloent les estrenes d'Otello i Edgar, així com la de Marion Delorme, de Ponchielli (1885). Es va retirar dels escenaris el 1891, després de la mort de la seva parella, el director d'orquestra Franco Faccio, amb qui havia mantingut una llarga relació personal i professional. Va morir a Milà.